# موريل لوروا
موريل لوروا (بالفرنسية: Muriel Leroy)‏ هي منافسة ألعاب القوى فرنسية، ولدت في 7 يوليو 1968 في إرمونت في فرنسا.

## وصلات خارجية
- موريل لوروا على موقع الاتحاد الدولي لألعاب القوى (الإنجليزية)
- موريل لوروا على موقع الاتحاد الفرنسي لألعاب القوى (الفرنسية)
- موريل لوروا على موقع أوليمبيديا (الإنجليزية)